# Annie Mitchem
Annie Valentine Mitchem (Friendswood, 22 aprile 1994) è una pallavolista statunitense, schiacciatrice dell'Aras Kargo.

## Carriera

### Club
La carriera di Annie Mitchem inizia nei tornei scolastici texani, giocando con la Friendswood HS nel ruolo di centrale. Dopo il diploma partecipa alla California Community College Athletic Association con l'Irvine Valley, dove salta la prima stagione e gioca fino al 2014, trasferendosi in seguito alla Hawaii in NCAA Division I: difende i colori delle Rainbow Wahine dal 2015 al 2016, cambiando il proprio ruolo in quello di schiacciatrice.
Nella stagione 2017-18 firma il suo primo contratto professionistico in Italia, ingaggiata dal Filottrano, club neopromosso in Serie A1; rimane nel massimo campionato italiano anche nella stagione seguente, difendendo però i colori della Savino Del Bene, e nell'annata 2019-20, quando si accasa al Bergamo.
Nel campionato 2020-21 si trasferisce in Turchia, dove gioca in Sultanlar Ligi col Kuzeyboru, dove gioca per un triennio prima di approdare, nell'annata 2023-24, al Minas, nella Superliga Série A, con cui si aggiudica la Supercoppa brasiliana e lo scudetto. Torna poi nella massima divisione turca, dove nella stagione 2024-25 difende i colori della neopromossa Aras Kargo.

## Palmarès

### Club
- Campionato brasiliano: 1

2023-24
- Supercoppa brasiliana: 1

2023